# Alphonsea lucida
Alphonsea lucida là một loài thực vật]] thuộc họ Annonaceae. Đây là loài đặc hữu của Malaysia.